# 君のいた日々
『君のいた日々』（きみのいたひび）は、日本の小説家藤野千夜作の小説。同じ登場人物で妻を失った夫と夫を失った妻を章ごとに交互に描く。

## 登場人物
- 加部春生:主人公の一人。中学校の同級生だった久里子と大人になってから再会して結婚したが、結婚19年目を前にして、久里子が三か月の闘病ののち、帰らぬ人となる。
- 加部久里子:主人公の一人。中学校の同級生だった春生と大人になってから再会して結婚したが、結婚19年目を前にして、春生が帰宅途中の駅で倒れ、帰らぬ人となる。
- 加部亜土夢:春生と久里子の息子。

## 単行本
- 四六判並製『君のいた日々』2013年10月31日発売[1]、角川春樹事務所 ISBN 978-4-75841226-1
- 文庫判『君のいた日々』2015年5月15日発売[2]、角川春樹事務所 ISBN 978-4-75843901-5

## 舞台版
『ハルナガニ』のタイトルで、2014年に薬師丸ひろ子の主演で舞台化された。